# 探索的研究
探索的研究（たんさくてきけんきゅう、英: exploratory research）とは、「解決すべき問題の正確な性質を明らかにするための予備調査、調査研究」である。これは、実験中に追加の研究が考慮されることを保証するために使用され、研究の優先順位を決定し、データを収集し、探索的研究なしでは注意するのが難しい特定の主題に焦点を合わせる。次のような手法が使われる。
- 二次研究-文献やデータのレビューなど (文献レビュー)
- 消費者、従業員、経営陣、競合他社とのディスカッションなど、非公式の定性的アプローチ
- 詳細なインタビュー、フォーカスグループ、射影手法、事例研究、パイロットスタディによる正式な定性調査

Stebbins（2001）によると、「社会科学の探求は、記述と理解につながる一般化の発見を最大化するように設計された、広範囲で、目的を持った、体系的な事前に準備された事業である。」彼の本では、探索的研究は仮説のような確認メカニズムを使用すべきではないと主張している。それは定性的であり、GlaserとStraussによって導入されたグラウンデッドセオリーのような帰納的研究方法に依存する必要がある 。帰納的アプローチを使用する定性的探索的研究は、事前の理論化を使用せず、以前の研究に基づいている。 Casula、Rangarajan and Shields（2020）は、探索的研究は帰納的アプローチに限定されるべきではないと主張している。彼らは、作業仮説が演繹的探索的研究のための有用なフレームワークであり、社会科学者のツールバッグの一部であるべきだと提案している。 
探索的研究は、質の高い洞察に満ちた情報を研究に追加でき、研究に不可欠なものである。研究者が主題について最も多くの洞察を得ることができるので、探索的研究は創造的である。また、研究には関係者外からの情報が入るため、研究者にとって、何が効果的で、何が生産的な方法ではないかを知る良い機会である。加えて、プロジェクトの期間を通して研究チームの目的がどうあるべきかについてのより良い理解をすることができる。この情報を念頭に置くことは、外部の情報源から研究を行う人にとって有益である。
どのフィールド調査を行う必要があるかに関係なく、探索的調査は多くの分野で使用できる。ただし、この結果として、さまざまな分野が実施される研究にどのように影響するかを認識することが重要である。フォーカスグループ、調査、事例研究を通じて、二次調査、ディスカッション、定性調査などのさまざまな手法を比較対照することは有用である。

## 応用研究
問題に取り組む際の柔軟性を確保するため、応用研究はしばしば探索的である。さらに、多くの場合、データの制限があり、短期間で決定を下す必要がある。事例研究やフィールド調査などの定性的調査手法は、探索的調査でよく使用されます。 
マーケティングリサーチプロジェクトには、次の3つのタイプの目的があります。
- 探索的研究または定式的研究
- 記述的研究[6]
- 因果関係研究（説明研究とも呼ばれる） [7]

変数間の因果関係を調査するための2つの調査方法がある。
1. 実験
2. シミュレーション[8]